# Cine San Carlos
El Cine San Carlos fue una sala cinematográfica de Madrid. Se encontraba ubicado casi al final de la calle de Atocha (n.º 131), antes de llegar a la plaza del Emperador Carlos V. El edificio se construyó entre 1928 y 1929, siendo el diseño del arquitecto Eduardo Lozano Lardet. El encargo era un edificio que tuviera funciones de cine y edificio de viviendas independiente, cada uno con su planta correspondiente pero integrados en la fachada. A finales del siglo XX se rehabilitó el edificio para ser convertido en una discoteca de gran crujía y desarrollo vertical en varias plantas, denominada "Titanic", ya a comienzos de siglo XXI cambió de nombre pasando a ser "Discoteca Kapital". 

## Historia
Su inauguración fue el 14 de agosto de 1929. Al poco de ser inaugurada, la sala de cine se convirtió en lugar de diversión habitual de los estudiantes de medicina del Colegio de Cirugía de San Carlos. Durante la Guerra Civil el edificio fue empleado como una checa de las milicias de la FAI. Durante el periodo de posguerra el cine continuó con su actividad, hasta mediados de los años sesenta. A finales del siglo XX se rehabilita el edificio para ser convertido en una discoteca de gran crujía y desarrollo vertical en varias plantas, denominada "Titanic", ya a comienzos de siglo XXI cambió de nombre pasando a ser "Discoteca Kapital". 

## Características
El solar sobre el que se asienta es de planta trapezoidal, delimitado por las calles de Atocha y del Cenicero. Se resolvió en dos zonas, una con el cine y la otra con viviendas. En su momento las decoraciones interiores del cine fueron del portugués José de Almada Negreiros. Un total de doce paneles (ocho en la fachada y cuatro en el «hall») realizados entre los años 1929 y 1930, para conmemorar el estreno de un aparato sonoro. Al igual que hizo para el cine Barceló. Destaca su fachada en chaflán, siendo destacable la torrecilla de la esquina con división de franjas (diseñada como faro nocturno en la ciudad). El edificio es una mezcla de estilo Art-Decó, y racionalista (denominado stream line moderne o simplemente stream line). 